# 福沢諭吉 (映画)
『福沢諭吉』（ふくざわゆきち）は、1991年の日本映画。福沢諭吉の伝記映画。東映京都撮影所／東映東京撮影所初の共同制作、東映配給。文部省選定（青年・成人向）、優秀映画鑑賞会推薦他多数団体推薦。

## 概要
幕末の少年時代から明治新政府下での慶應義塾設立に至るまでの福沢諭吉の半生を奥平外記との葛藤を中心に描く。

## あらすじ
1835年、豊前国下毛郡の中津藩の下級武士の家に生まれた諭吉は、同じ年に生まれた家老の息子・奥平外記とともに蘭学を志し長崎に留学。進歩は著しく大阪の緒方洪庵の適塾へ入門しここでも頭角を現し塾長となる。さらに江戸で蘭学塾「一小家塾」（後の慶應義塾）を開く。ある日見物に行った横浜で英語の存在を知った諭吉は、西洋文明へ開眼し1860年、咸臨丸で渡米する。

## キャスト
- 福澤諭吉：柴田恭兵
- 奥平外記：榎木孝明
- 篠原小十郎：仲村トオル
- ノブ：南野陽子
- お錦：若村麻由美
- 中条貢：哀川翔
- 黒沢竹之介：野村宏伸
- 松倉玄斎：火野正平
- お琴：芦川よしみ
- 土岐太郎八：鈴木瑞穂
- 岡本周吉：勝野洋
- 小畑徳次郎：寺杣昌紀
- 天野清四郎：円谷浩
- 島田理三郎：富士原恭平
- 永井鉄之助：小林秀樹
- 朝島文吾：中村久光
- 岩井槌之進：柴田善行
- 小林新吾：竜川真
- 片岡孝十郎：山田良隆
- 結城吉之助：波方清
- 三浦信太郎：砂川真吾
- 高石進之助：中島俊一
- 山田雅之進：野土晴久
- 薩摩藩士：村田雄浩
- 赤松五平：馬淵英明
- 黒沢武兵衛：草薙幸二郎
- 小沼平左衛門：壬生新太郎

## スタッフ
- 監督：澤井信一郎
- 脚本：笠原和夫、桂千穂
- 企画：岡田裕介、佐藤雅夫、岡田裕
- 製作：佐藤正忠、高岩淡
- プロデューサー：豊島泉、成田尚哉
- 撮影：仙元誠三
- 美術：井川徳道
- 音楽：久石譲
- 録音：堀池美夫
- 照明：渡辺三雄
- 編集：市田勇
- 助監督：藤原敏之

## 製作

### 企画
福沢諭吉の崇拝者である雑誌『経済界』の主幹・佐藤正忠が、古くから付き合いのある岡田茂東映社長（当時）に企画を提出し、岡田はまだ承諾していないのに、佐藤が「東映が福澤諭吉を映画にするから賛助金を」と企業からどんどん金を集めて回ったため作らざるを得なくなった。結局、全製作費を佐藤自身で用意するという約束で東映で製作を決めた。佐藤は前売り券を200万枚固めると豪語していた。こうした企業タイアップ映画は、原価10億円のスケールとなるため、前売りが100万枚は売れないとやる意味がないと岡田は話していた。しかし事情があって岡田は途中からプロデューサーを慶応出身の息子・岡田裕介に代えた。

### 製作発表
製作発表記者会見が福沢諭吉の菩提寺、東京麻布の善福寺で行われ、岡田東映社長、佐藤正忠『経済界』主幹、柴田恭兵、澤井信一郎らが出席。岡田社長は「何か異色の企画をと考えていた時に佐藤主幹から福沢諭吉の話があり、面白いと採りあげた。しかし興行的に大当たりさせるには佐藤氏が製作を引き受けてくれなければとお願いした。重量感のある娯楽大作に完成して全社挙げて大動員を図りたい」等と話した。また本作で初めて東映の東西両撮影所所長・岡田裕介東京撮影所（以下、東映東京）と佐藤雅夫京都撮影所長が初ジョイントプロデュースにあたる、撮影は1991年2月27日、京都でクランクイン、4月いっぱいでクランクアップと発表された。

### 脚本
岡田社長から笠原和夫に電話があり「おい、一万円やるぞ!」「はぁ?」「一万円や、お前、書け」と笠原が脚本を担当。「どうしたらいいですか?」と聞いたら「どうでもいいから、とにかくパーっと景気にいい話にしてくれ」と指示された。笠原は福沢諭吉が好きではなかったがやむなく脚本に取り掛かり、いつものように福沢の資料を山ほど集めたが、福沢諭吉自体は愛人も一人もいないような映画的な題材には面白みのない人で、福沢の資料集めの段階で自殺した諭吉の父・福沢百助の話を柱にしようとした。しかし慶応出身の岡田裕介がオミットしたため、福沢とほぼ同世代の勝海舟や榎本武揚、大鳥圭介、鈴藤勇次郎らを出して明治維新一歩手前の青春群像を書き脚本を提出した。
本作は笠原と監督の澤井信一郎との行き違いが有名である。笠原の第一稿は東映調のスペクタクルなシナリオだったが、澤井が気に入らず揉めた。笠原は打ち合わせで初めて澤井に会うなり開口一番「笠原さん、私はドラマは要りません」と言われ、「ドラマがいらないならシナリオライターはいらないんじゃないか」と降りようとした。しかし岡田裕介に引き止められ、数日後再度話し合いが持たれ、澤井が「福沢が英語教師をやっていた話なんかをマジに描きたい」と言うから「そんなの画になるかね?」「それなら君が自分で書いたらいいじゃない」と言ったら「力を貸して下さい」と言うので、「福沢と子供の頃からの友人で、福沢と正反対のような人生を歩んでいる奥平壱岐を絡ませる話にしたらどうだ」と提案したら「笠原さん、私はそれを捜していたんです!」と言うから「バカ言ってるんじゃないよ、これはドラマじゃないか」と言ってやったなどと話している。澤井は著書『映画の呼吸: 澤井信一郎の監督作法』にこの笠原の自身への批判を長く頁を割いて解説している。初対面の先輩ライターに開口一番「ドラマは要りません」なんて、常識や礼儀を重んじる僕は言わない、ドラマというものの掴み方に対して両者が違う、わざとらしく用意された対立への対応に、人物のキャラクターや幅を見出す作業が、僕には作りすぎと思えた、プロデューサー、ライター、監督三者による執筆以前の意見の出し合い、合意というプロセスがなかったこと、などの行き違いの訳を話している。本作は笠原の脚本が先に決まり、ある程度脚本書きが進んだ後、澤井の監督抜擢が決まった。笠原と澤井が初めて顔合わせしたのは笠原の第一稿提出の後だった。笠原は『仁義なき戦い』の脚本を一切直さないという条件で深作欣二の監督抜擢を認めた逸話もあり、当時は既に大家で、ほぼ一回りも年下の澤井が色々意見することに気分を害したものと推察される。共同脚本の桂千穂は「笠原さんは偉かったから、笠原さんの書いたものは誰も文句をいえなかった」と述べている。本作は笠原和夫の映画化された最後の実写映画となる。こうした事情で笠原はやる気が失せ『にっぽん脚本家クロニクル』でインタビューを受けていた桂千穂を呼び、脚本の意見を桂が話したら「君も書いてくれ」という話になり、「印税だけでも800万円入るから。二人で分けても400万円だ」というので桂も脚本に参加した。澤井は脚本直しの意見はプロデューサーからも出され、笠原さんも煮詰まり桂さんに協力を依頼したようだと述べている。桂は「これで監督が舛田利雄さんだったら、すんなり東映調の大作で成立したんでしょうが。東映京都の意向と、澤井さんのやりたいこと、それに笠原さん自身が描きたいテーマ。その三つの接点が見出せなくて、硬直状態になっていたようです。それであいつなら何か出るんじゃないかって、僕を巻き込もうということだったと思う」などと述べている。桂は笠原の二歳下の同世代で似たような戦争体験を持ち話も合い、大半は桂が書いたという。笠原の当時の脚本執筆の常宿だった神楽坂の和可菜で笠原と桂で脚本を書き、桂は「終わると毎日笠原さんにご馳走に預かった。あんなに楽しかったことはなかった」などと話している。
しかしその後も笠原が柱の一人にしたかった増田宗太郎の話を外されたり、中盤でノイローゼになる中条貢の扱いなどでも揉めて結局第四稿、脚本に半年を要した。桂は笠原との共同作業に「感化を受けたし勉強になった、大林先生、笠原先生が、僕の恩人。それまではみんなにバカにされていた」などと話している。奥平外記は奥平壱岐であるが、ドラマ上で自殺させたため関係者からクレームを考慮し名前を変えている。映画では福沢と同学年という設定だが実際は奥平が10歳年上である。

### 撮影
バブル景気盛んな時期で、映画、演劇に出資する企業が多く、Vシネマの本数も急激に増え、東映京都、東映東京ともスタッフ不足の状態。澤井は、京撮の製作部から「スタッフを東撮から連れて来てくれないか」と頼まれ、クレーンの会社も含めて大半のスタッフを東撮から呼び寄せ京撮で撮影を行った。バブル期の大きな予算のおかげで贅沢な撮影が可能だった。慶應義塾は京都・大覚寺に、上野戦争のシーンは 長岡京市の光明寺にそれぞれオープンセットが組まれた。
本作の見所の一つが小糠雨の降る夜の中、福沢（柴田恭兵）の少年時代からの友人・奥平（榎木孝明）がとり乱す6分30秒に及ぶ長回し。時代に取り残された奥平が自身の半生を振り返りながら、雨中、右往左往して慨嘆するシーンをカメラがミディアム・ロング・ショット～ロング・ショット～バストショット～ロング・ショットと、人物の情動に合わせて正確にショットスケールを変化させる。澤井演出と仙元誠三の繊細なカメラワークが冴えわたる名場面である。ただ仙元は澤井のリテイク指示には違和感を感じたと話している。

## 作品の評価

### 興行成績
11億円。1991年配給収入日本映画第7位。アニメ以外の実写映画では『男はつらいよ 寅次郎の休日』に次ぐ成績。雑誌界のマッチポンプ男として知られた佐藤正忠が、東映岡田茂の保証を盾に賛助金と称して、製作費の負担を強引に企業に迫り、ある会社は2億円も取られた。また前売り券をばら撒いて、相当荒稼ぎしたといわれ、東映の社名に泥を塗った。